# إدواردو سيئون
إدواردو سيئون (بالإسبانية: Eduardo Sayun)‏ هو لاعب كرة قدم مكسيكي في مركز الوسط، ولد في 6 أغسطس 1992 في مدينة كيريتارو في المكسيك. لعب مع استوديانتس دي التاميرا ‏.